# Пезаро и Урбино
Пезаро и Урбино (на италиански: Provincia di Pesaro e Urbino) е провинция в Италия, в региона Марке.
Площта ѝ е 2564 км², а населението – около 365 000 души (2009). Провинцията включва 53 общини, административни центрове са градове Пезаро и Урбино.

## Административно деление
Провинцията се състои от 53 общини:
- Пезаро
- Урбино
- Акуаланя
- Апекио
- Белфорте ал'Изауро
- Борго Паче
- Валефоля
- Габиче Маре
- Градара
- Изола дел Пиано
- Кали
- Кантиано
- Карпеня
- Карточето
- Коли ал Метауро
- Лунано
- Мачерата Фелтрия
- Меркатело сул Метауро
- Меркатино Конка
- Момбарочо
- Мондавио
- Мондолфо
- Монте Гримано Терме
- Монте Порцио
- Монте Чериньоне
- Монтекалво ин Фоля
- Монтекопиоло
- Монтелабате
- Монтефелчино
- Монтечикардо
- Пельо
- Пергола
- Петриано
- Пиандимелето
- Пиетрарубия
- Пиобико
- Сан Костанцо
- Сан Лоренцо ин Кампо
- Сант'Анджело ин Вадо
- Сант'Иполито
- Сасокорваро Аудиторе
- Сасофелтрио
- Сера Сант'Абондио
- Тере Ровереске
- Таволето
- Тавулия
- Урбания
- Фано
- Ферминяно
- Фосомброне
- Фрате Роза
- Фронтино
- Фронтоне